# 君恋し
「君恋し」（きみこいし）は、佐々紅華が作曲した歌謡曲（流行歌）のタイトルである。昭和初期の流行歌に多い、二部形式の作品である。作詞は佐々紅華（オリジナル版）・時雨音羽（リバイバル版）。

## オリジナル盤
佐々紅華が「君恋し」を作曲したのは1922年（大正11年）頃のことである。この時は佐々自身が作詞しており、後年の時雨音羽のリバイバル歌詞とは異なる。二村定一が大正期から舞台で愛唱し、二村によって東京蓄音器（東京レコード）に吹き込まれたとされる説があるが、現存品未確認でかつ月報や総目録にも掲載がないため未発売と考えられる。その後、高井ルビーにより日本蓄音器商会（ニッポノホン）に吹込まれ、1926年（大正15年／昭和元年）10月24日に11月新譜として発売された。このニッポノホン盤は、後に東洋蓄音器（オリエントレコード）の1929年（昭和4年）6月新譜として再発売されている。
1928年（昭和3年）10月5日、浅草・電気館レヴューで人気を集めていた歌手・二村定一が、日本ビクター蓄音器株式会社に録音し、12月20日に1月新譜として発売された。この時は時雨音羽によって新しく作られた歌詞であった。ただし佐々紅華の希望により、歌詞の「君恋し」だけは残される形となった。
二村は発売の前から電気館レヴューでレパートリーに組み込むなどして宣伝し、この時雨音羽バージョンは二村の代表曲の一つとなった。昭和初期を代表するヒット曲であるとともに、「波浮の港」や「東京行進曲」などと並ぶ、流行歌のレコードの草創期を飾る作品でもある。21世紀現在よく知られているのはこの版である。時雨音羽版「君恋し」は、1929年（昭和4年）9月時点で20万枚の大ヒットとなった。1929年には、女声バージョンとして佐藤千夜子も時雨音羽版「君恋し」をカバーした。
時雨音羽版「君恋し」の大ヒットに便乗して、佐々紅華の作品の権利を管理していた日本蓄音器商会では高井ルビーの旧譜を再発売したほか、木村時子、石田一松、カフェー・タイガーの女給らを登用した佐々紅華作詞版の「君恋し」レコードも制作発売した。
二村定一のレコードの井田一郎によるアレンジは、日本ビクター・ジャズバンドが演奏している。編成はサックス2・トランペット・トロンボーン・バンジョー・ドラムス・ピアノ・ヴァイオリン。曲は当時流行したフォックストロットの軽快なリズムを用い、十小節の短いイントロで始まりヴォーカルは1番から3番までの歌詞を一気に歌う。後奏にはインストルメンタルで「ホーム・スイート・ホーム」（埴生の宿）が引用されるという形である。古風な歌詞とジャズ音楽の取り合わせが独特の雰囲気を漂わせ、「彼らは持てる技術を尽くしてフォックストロットのリズムに身をゆだね、ジャズに痺れている」「二村の畳みこむよう焦燥感せまるヴォーカルは、豊かな官能を湛えたアレンジに包まれて語る以上の働きをする」「井田のアレンジは個々のプレーヤーのソロや絡みに気を配った日本人らしい細やかさが特徴である」と評されている。

## リバイバル・ヒット
戦後、1961年（昭和36年）に、フランク永井が日本ビクターで時雨音羽版「君恋し」をカバーした。二村定一のオリジナル盤とは雰囲気が大きく変わり、寺岡真三によってムーディーでリズミカルな演奏にアレンジされた。こちらのレコードも大ヒットとなり、同年の第3回日本レコード大賞グランプリに輝きフランクの代表曲の一つとなった。ただし、3番の「えんじの紅帯」という歌詞などが時代に合わないと判断されたためか、このカバーでは3番は省かれた。フランク永井盤の1968年時点での累計売上は55万枚。オリジナルシングル盤のB面曲は東辰三が作詞・作曲し、1947年（昭和22年）に竹山逸郎が歌った「泪の乾杯」で、A面・B面共にカバー曲であった。
1984年（昭和59年）10月21日に『ベスト・カップリング・シリーズ』の1枚として、B面曲を「羽田発7時50分」に変更して再発（SV-8503）されている。
その他のカバー歌手には、
- 1969年（昭和44年）青江三奈 アルバム『盛り場流し唄～青江三奈』（SJX-14）
- 1971年（昭和46年）藤圭子 アルバム『圭子の人生劇場』（JRS-7137）
- 1975年（昭和50年）小柳ルミ子 アルバム『小柳ルミ子 こころの歌 緑の地平線』（L-8060R）
- 2008年（平成20年）に『海雪』でデビューした黒人演歌歌手・ジェロによって当曲がカバーされ、同年6月25日に発売されたアルバムCD『カバーズ』に収録されている。

## 曲の引用
この曲の最初の部分（「宵闇」から「涯なし」まで）の旋律は、夭折の作曲家・貴志康一の「交響組曲・日本スケッチ」の第2楽章に、リズムをやや変えて引用されている。1934年（昭和9年）11月18日に作曲者指揮のベルリン・フィルハーモニー管弦楽団によって演奏された。その際のパンフレットに掲載された作曲者自身の言葉によれば「日本で数年前に流行した歌が音楽を導く」と説明されている。また1935年（昭和10年）3月27日 - 同28日には、ドイツ・テレフンケンで貴志自身の指揮するベルリン・フィルによって録音された。

## その他
- 大阪・ABCラジオ（朝日放送）で1975年から2011年4月1日までナイターオフ期間（10月～翌年3月）に放送された音楽リクエスト番組「歌謡大全集」のテーマ曲として、同楽曲のカラオケバージョンが使用されていた。

- 上方漫才の大家である夢路いとし・喜味こいしの喜味こいしという芸名は本曲のタイトルに由来している。